# Cầu thủ xuất sắc nhất năm 1999 của FIFA

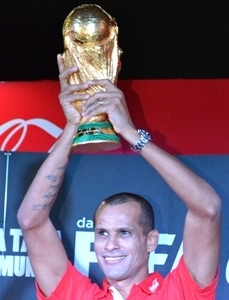
Cầu thủ bóng đá Brazil Rivaldo.

Giải thưởng Cầu thủ xuất sắc nhất năm 1999 của FIFA được trao cho cầu thủ Rivaldo với số điểm là 543. David Beckham trở thành người Anh có thành tích tốt nhất trong lịch sử khi xếp ở vị trí thứ nhì.

## Kết quả
| Xếp hạng | Cầu thủ           | Điểm | Câu lạc bộ        |
| -------- | ----------------- | ---- | ----------------- |
| 1        | Rivaldo           | 543  | FC Barcelona      |
| 2        | David Beckham     | 194  | Manchester United |
| 3        | Gabriel Batistuta | 79   | Fiorentina        |
| 4        | Zinedine Zidane   | 68   | Juventus          |
| 5        | Christian Vieri   | 39   | Inter Milan       |
| 6        | Luís Figo         | 35   | FC Barcelona      |
| 7        | Andriy Shevchenko | 34   | AC Milan          |
| 8        | Raúl              | 31   | Real Madrid       |
| 9        | Andy Cole         | 24   | Manchester United |
| 10       | Dwight Yorke      | 19   | Manchester United |